# لونت تونکات
لونت تونکات (ترکی استانبولی: Levent Tuncat؛ زادهٔ ۲۹ ژوئیهٔ ۱۹۸۸) یک تکواندوکار اهل آلمان است. 
از افتخارات وی میتوان به کسب سه مدال طلا در مسابقات قهرمانی تکواندو اروپا اشاره کرد.